# Mołodiożnyj (obwód saratowski)
Mołodiożnyj (ros. Молодёжный) – osiedle w Rosji, w obwodzie saratowskim, w rejonie pierielubskim. W 2010 liczyło 844 mieszkańców.